# Национальная служба новостей
Национальная служба новостей (НСН) — российское информационное агентство, образованное в 1994 году. В период с 2002 по 2013 год под брендом НСН работала новостная служба радиостанции «Наше радио». С 2013 года возобновлена работа информационного агентства «Национальная Служба Новостей» и запущен сайт агентства NSN.fm. С 2016 года НСН входит в пятёрку самых цитируемых федеральных информационных агентств России по версии агентства «Медиалогия». В настоящий момент НСН позиционирует себя как «информагентство для радиостанций», помимо собственного пресс-центра и сайта, новости и радиопрограммы НСН выходят в радиоэфирах таких радиостанций, как «Наше Радио», «Rock FM», «Радио Jazz» и «Радио Родных Дорог» в начале часа.

## История агентства
В 1994 году служба начала работу как информационное агентство. В запуске проекта, инициатором которого был главный редактор ежедневного "Коммерсанта" Александр Перов, принимал участие "отец" российского Интернета Валерий Бардин. Он первым в России придумал выкладывать новостные сообщения, — продукцию НСН, — в зарождавшийся тогда очень маленький Рунет. Это стало началом новостной интернет-журналистики в России, первые регулярные и актуальные новости на русском языке в глобальной компьютерной сети (но не ежедневные — первым ежедневным сайтом Рунета стал «Анекдот.ру»). С 1996 по 1998 над проектом также работал программист Сергей Аншуков.
В 2002 году о закрытии НСН сообщалось:
Информационно—аналитический проект «Национальная служба новостей» (НСН) — один из старейших российских сетевых ресурсов — объявило вчера о прекращении своей деятельности. Сервер НСН объединял «Национальную электронную библиотеку» (НЭБ) и собственно «Национальная служба новостей». В 2000 году НСН перешла под контроль медиакорпорации LNC («Логоваз Ньюс Корпорейшн), которой владеют на паритетных началах Березовский и Руперт Мэрдок. Причиной отказа LNC от интернет-ресурса назвалось нежелание продолжать непрофильный бизнес. О нынешних причинах закрытия проекта НСН её руководство не распространяется, однако ни для кого не было секретом, что финансовое состояние компании постоянно ухудшалось. Возможно, поэтому покупатели так и не нашлись»

С 2013 года работу НСН курирует вице-президент по информационной политике ЗАО «Мультимедиа Холдинг» (ММХ), главный редактор НСН Сергей Горбачёв.

## Пресс-центр НСН
В октябре 2013 года по инициативе директора НСН Инны Харченко заработал пресс-центр НСН — мультимедийная площадка.
Руководителем пресс-центра с 2014 года является Олег Цуриков.
С 2017 года пресс-центр НСН является официальным пресс-центром крупнейшего в России музыкального фестиваля «Нашествие».
Пресс-центр НСН является одной из самых популярных медиа-площадок Москвы.

## Авторские новости
Визитной карточкой НСН является радиопрограмма «Авторские новости от НСН». Концепция — самые известные люди страны подбирают новости для своего выпуска новостей, читают и комментируют их в эфире 4-х радиостанций.

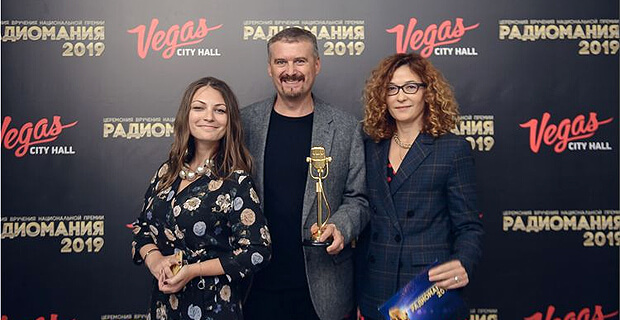
«Золотой микрофон» получили: главный редактор НСН С. Горбачёв (в центре), директор НСН И.Харченко (справа) и редактор «Авторских новостей» Ю.Лаптева (слева).

В 2019 году Российская академия радио признала «Авторские новости от НСН» лучшей информационно-аналитической радиопрограммой года и вручила НСН главный приз «Золотой микрофон» национальной премии «Радиомания 2019».